# Árstíðir
Árstíðir (Årstider) är ett isländskt indie-folkband som gör musik med inslag av klassiskt, progressiv rock och minimalism.
Bandet formades 2008 i Reykjavik och var ursprungligen en trio bestående av Daniel Auðunsson (gitarr), Gunnar Már Jakobsson (gitarr) och Ragnar Ólafsson (barytongitarr). För inspelningen av deras första album Árstíðir gick även Hallgrímur Jónas Jensson (cello) och Jón Elísson (piano) med i bandet. 2010 tillkom Karl James Pestka (fiol). Sedan slutet av 2013 då Hallgrímur Jónas Jensson och Jón Elísson lämnad Árstíðir är bandet en kvartett.
Árstíðirs nuvarande medlemmar Daniel Auðunsson (gitarr), Gunnar Már Jakobsson (barytongitarr), Ragnar Ólafsson (piano) och Karl James Pestka (fiol) tar hjälp av en cellist vid sina konserter. Alla fyra bandmedlemmar sjunger.
Sedan starten 2008 har Árstíðir hittills släppt tre album varav en live-EP och två studioalbum.. Árstíðir är sedan starten ett oberoende band. På Island har de sitt eget skivbolag och i Tyskland har de ett samarbetskontrakt med Beste Unterhaltung. Under 2014 spelade de in sitt tredje studioalbum Hvel vilket planeras släppas i mars 2015,[uppföljning saknas] pengar till inspelningen har samlats ihop genom crowdfunding genom Kickstarter.

## Diskografi
- Árstíðir (2009)
- (EP) Live at Fríkirkjan (2009)
- Svefns og vöku skil (2011)
- (Remix EP) Tvíeind (2012) [4]

## Viralt
2013 spreds en video med Árstíðir på Youtube som visade bandet ge ett spontant framträdande acapella på en järnvägsstation i Wuppertal, Tyskland. Sången de framförde var Heyr himna smiður ("Hör, himlasmed"), en isländsk lovsång från 1200-talet. Framträdandet gjordes efter en konsert som hållits i en lokal i stationsbyggnaden och videon spelades in av deras pr-ansvarige. Videon har hittills visats över fem miljoner gånger på youtube.

## Utmärkelser
2012 erhöll Árstíðir jurypriset vid Folkherbst, den s.k Eiserner Eversteiner- Tysklands enda utmärkelse för europeisk folkmusik.